# 怪異 (電視劇)
《怪異》，為韓國TVING於2022年4月29日播出的電視劇。由張健載導演執導，《謗法》、《屍速列車》的編劇延尚昊和《精神病患者日記》、《我的全像情人》的編劇劉勇在共同執筆。講述了不應該出現在世上的"它"，詛咒、迷惑了人們，和追尋前所未有的怪異事件的考古學家之間的故事。 隨著發現了神祕的鬼佛、一個村莊被災難捲走，面對被奇異又恐怖的人們追蹤的過程，都給人以刻骨銘心的懸念。
台灣OTT平台由friDay影音獨家播出、香港由Viu播出。

## 演員陣容

### 主要角色
| 演員   | 角色   | 介紹 | 粵語配音 |
| 具教煥 | 鄭基勳 | 研究奇怪的超自然現象的怪才考古學家，李秀真的丈夫，兩人分居中，因意外事件導致人生發生了改變。現今營運著Oct雜誌和YouTube頻道"月刊怪談"，在調查晉陽郡出現的鬼佛的過程中，遇到了令人難以置信的奇異現象。 | 李家傑   |
| 申鉉彬 | 李秀真 | 遭遇可怕災難的天才圖案解讀家，在失去唯一的女兒後放下一切回到了晉陽郡，開始經歷不明原因事件後，追尋著未知恐怖的真相。                                                                                 | 陳子瑩   |
| 郭東延 | 郭容周 | 晉陽郡的矛盾製造者，具有叛逆的眼神和吊兒郎當的態度，一眼就能看出個性非常急躁，對於郭榮柱來說，襲擊村莊的可怕災難只是個有趣的事情。                                                                   | 郭湛深   |
| 南多凜 | 韓道京 | 在陷入混亂的晉陽郡人中，唯一不失去善良意志的人，與對自己不以為然的"郭容周"有著很深的關係。雖然不想被繁雜的事情纏身，想要平凡的生活，但某一天遭遇的災難喚醒了韓道京的抵抗心。                         | 張振熙   |

### 其他人物
| 演員   | 角色   | 介紹 | 粵語配音 |
| 金志映 | 韓石熙 | 派出所所長，不僅擁有非凡的領袖氣質，還兼備領導才能，與出入派出所的雜犯相比，對待兒子"韓道京"更加困難，在村中發生的可怕的事件中，他為了救兒子而孤軍奮戰。 | 馮詠恩   |
| 朴浩山 | 權鍾秀 | 災難降臨的晉陽郡的郡守。為了村莊的繁榮和發展，計劃著新的旅遊事業，卻因為意想不到的事件陷入混亂。                                                         | 譚漢華   |
| 朴昭怡 | 鄭夏英 | 鄭基勳與李秀真的女兒。 | 何凱怡   |

## 外部連結
- Daum上《怪異》的資料

| 香港 Viu 每日 22:00 - 23:00                     | 香港 Viu 每日 22:00 - 23:00               | 香港 Viu 每日 22:00 - 23:00 |
| ----------------------------------------------- | ----------------------------------------- | --------------------------- |
|                                                 | 怪異 （2022年12月27日－2022年12月30日）   |                             |
| Again My Life （2022年12月3日－2022年12月26日） | Miracle （2022年12月31日－2023年1月12日） |                             |